# In der Falle (2014)
In der Falle ist ein ARD-Fernsehfilm aus dem Jahre 2014. Darin wird in abgewandelter Form die sogenannte Gigolo-Affäre der BMW-Erbin Susanne Klatten mit einem Hochstapler nachgezeichnet. Der Film hatte 2014 beim Filmfest München Premiere. Die TV-Erstausstrahlung war am 11. November 2015.

## Handlung
Simone Carstensen-Kleebach hat einen Ehemann, mit dem sie seit fast 20 Jahren verheiratet ist, eine Tochter, und sie gehört beruflich dem Aufsichtsrat eines Weltkonzerns an. Doch mit dem Druck, in all diesen Rollen perfekt zu sein, kommt sie nicht mehr zurecht. Im Urlaub auf Norderney lernt sie Leon kennen und lässt sich auf eine Affäre mit ihm ein. Zurück in Hamburg, taucht Leon überraschend wieder auf, und es kommt zu einem erneuten Treffen. Um seine Schulden als angeblicher Galerist zu begleichen, übergibt Simone ihm den Betrag von 1,5 Millionen Euro. Wenig später erhält sie per Post kompromittierende Fotos von Leon und sich selbst, die sie beim Liebesspiel zeigen.
Sie zeigt die Bilder ihrem Ehemann, der so über die Affäre informiert wird. Mit den Fotos sollen 5 Millionen Euro erpresst werden, andernfalls würden die Bilder veröffentlicht. Bei der Geldübergabe wird Leon verhaftet. Es stellt sich heraus, dass er verheiratet ist; er streitet jedoch alle Vorwürfe gegen ihn ab. Nach weiterer polizeilicher Recherche wird Leon wegen räuberischer Erpressung verurteilt. Simone und ihr Ehemann finden zaghaft wieder zueinander.

## Kritik
„Autor-Regisseurin Nina Grosses ebenso ausschnitthafter wie dringlicher Erzählstil setzt darauf, dass man sich als Zuschauer selbst ein Bild macht. Die Physis der Figuren treibt die sinnlich aufgeladene Handlung an. Rotschopf ist ideal besetzt und Michelsen ist mal wieder großartig!“